# Джефферсон (предлагаемый штат США)

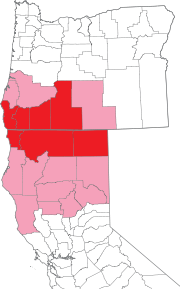
Красным обозначены территории, предложенные в 1941, розовым — современные предложения

Джефферсон — возможный штат США, который охватывал бы в основном южные районы штата Орегон и северные районы Калифорнии, в которых было предпринято несколько попыток отделиться от соответствующих штатов.
Этот регион на Тихоокеанском побережье является самым известным из нескольких, которые стремились принять имя Томаса Джефферсона, третьего президента Соединенных Штатов. Джефферсон, отправивший к Каскадии экспедицию под руководством Льюиса и Кларка, предполагал создание независимого государства в западной части Северной Америки, которое он называл «Тихоокеанской Республикой» (англ. Republic of the Pacific).
В качестве столицы штата в разное время предлагались Уайрика, Порт-Орфорд и Реддинг. Городской совет последнего проголосовал против участия в движении за создание нового штата.

## Предпосылки и попытки
В октябре 1941 года мэр города Порт-Орфорд Гилберт Гейбл заявил, что округи Карри, Джозефин, Джэксон и Кламат штата Орегон следует объединиться с округами Дел-Норт, Сискию и Модок штата Калифорния, создав новый штат, который позже предложили назвать «Джефферсон». Он был убеждён, что эти преимущественно сельские округи были недостаточно представлены во властях штатов, которые в первую очередь угождали более густонаселённым районам. Создание нового штата могло бы значительно повысить уровень жизни в регионах которые вошли бы в новый штат.
27 ноября 1941 года группа молодых людей перекрыла автомагистраль 99 к югу от Уайрики, размахивая винтовками для эффекта и раздавая «Провозглашение независимости». Акция была кратковременной и не произвела эффекта в политических кругах страны.
Попытки создать новый штат продолжались и в XXI веке. 3 сентября 2013 года Наблюдательный совет округа Сискию, штат Калифорния, проголосовал против выхода округа из Калифорнии с целью создания штата под названием Джефферсон. К предложению присоединились Наблюдательный совет округа Модок (24 сентября) и Наблюдательный совет округа Гленн но и это не помогло. Со временем движение за создание штата Джефферсон снова возобновились, подавались разные петиции, декларации и предложения на официальном уровне, но они пока не привели к образованию нового штата.

## Флаг и печать

Предлагаемый флаг штата Джефферсон

Предлагаемая печать штата Джефферсон

Предлагаемый флаг штата Джефферсон представляет собой полотнище зелёного цвета с Печатью штата Джефферсон. Печать представляет собой золотой старательский лоток с надписью «The Great Seal Of State Of Jefferson» по кругу и две буквы X в центре. Буквы X символизируют «чувство покинутости» со стороны федерального правительства, испытываемое двумя регионами — Южным Орегоном и Северной Калифорнией. Золотой старательский лоток является экспонатом музея Ирека Калифорния Сискию (англ. Yreka California Siskiyou Museum).